# Felicia Olsson
Felicia Svea My Olsson, född 16 december 1994, är en svensk sångerska som deltog i Melodifestivalen 2013 i den andra deltävlingen i Göteborg där hon slutade på femte plats med låten Make Me No 1.
Låten tog sig in på en nionde plats på Svensktoppen den 24 februari samma år, men åkte ut från listan veckan därpå. Hon tävlade i Melodifestivalen 2018 med låten "Break That Chain" i fjärde deltävlingen där hon slutade på sjunde plats.

## Listplaceringar
| Lista (2013) | Topplacering |
| ------------ | ------------ |
| Sverige      | Make Me No 1 |